# アイエスエフネットライフ
株式会社アイエスエフネットライフ は、東京都港区に本社を置き、障害者総合支援法に基づく事業を展開している株式会社である。

## 概要
株式会社アイエスエフネットライフは、2011年（平成23年）7月に設立され、全国17箇所の事業所を運営している。
2021年7月1日付で株式会社アイエスエフネットジョイに経営統合される。

## 事業内容
- 障害者総合支援法に基づく障害福祉サービス事業
- 障害者総合支援法に基づく相談支援事業
- 障害者総合支援法に基づく地域生活支援事業
- 障害者総合支援法に基づく移行支援事業
- 障害者福祉に係る教育研修及び情報交流事業
- 障害者の就職支援及び就労支援事業
- 障害者雇用の推進及びコンサルタント事業
- 障害者総合支援法に基づく古物商
- 障害者総合支援法に基づく飲食業の経営並びに加工食品、食料品、飲料品の販売事業
- 障害者総合支援法に基づくコールセンター事業
- 労働者派遣事業法に基づく労働者派遣事業
- 前各号に付帯する一切の業務

## 沿革
- 2011年7月 株式会社アイエスエフネットライフ青山事業所　開設
- 2011年8月 株式会社アイエスエフネットライフ仙台事業所　開設
- 2012年4月 株式会社アイエスエフネットライフ盛岡事業所　開設
- 2012年4月 株式会社アイエスエフネットライフ福島事業所　開設
- 2012年7月 株式会社アイエスエフネットライフ安城事業所　開設
- 2012年9月 株式会社アイエスエフネットライフ盛岡第二事業所　開設
- 2012年11月 株式会社アイエスエフネットライフいわき（子会社）設立
- 2012年11月 株式会社アイエスエフネットライフ大阪（子会社）設立
- 2012年12月 株式会社アイエスエフネットライフ佐賀（子会社）設立
- 2013年1月 株式会社アイエスエフネットライフ淀川事業所　開設
- 2013年3月 株式会社アイエスエフネットライフ沖縄事業所　開設
- 2013年5月 株式会社アイエスエフネットライフ札幌 設立
- 2013年8月 株式会社アイエスエフネットライフ新潟 設立
- 2013年9月 株式会社アイエスエフネットライフ静岡 設立
- 2014年2月 株式会社アイエスエフネットライフ須賀川 設立
- 2021年7月 株式会社アイエスエフネットライフは企業統合され（以降は、株式会社アイエスエフネットジョイとなる）